# Fête de Budslau
La Fête de Budslau (Célébration en l'honneur de l'icône de Notre-Dame de Budslau) se déroule le 2 juillet, dans le village Boudslaw, dans la region de Minsk au Bélarus, le jour de la célébration en l'honneur de l'icône de Notre-Dame de Budslau (en). La Fête de Budslau (Célébration en l'honneur de l'icône de Notre-Dame de Budslau) est la deuxième pratique protégée et inscrite en 2018 sur la liste représentative du Patrimoine culturel immateriel par l'UNESCO.

## Histoire
Depuis le XVIIe siècle, les pèlerins de différentes parties du monde (de Russie, de Lituanie, de Pologne et des pays lointains) parcourent des centaines de kilomètres pour se rendre à Boudslaw et adorer l'icône de Notre-Dame de Budslau.

## Description

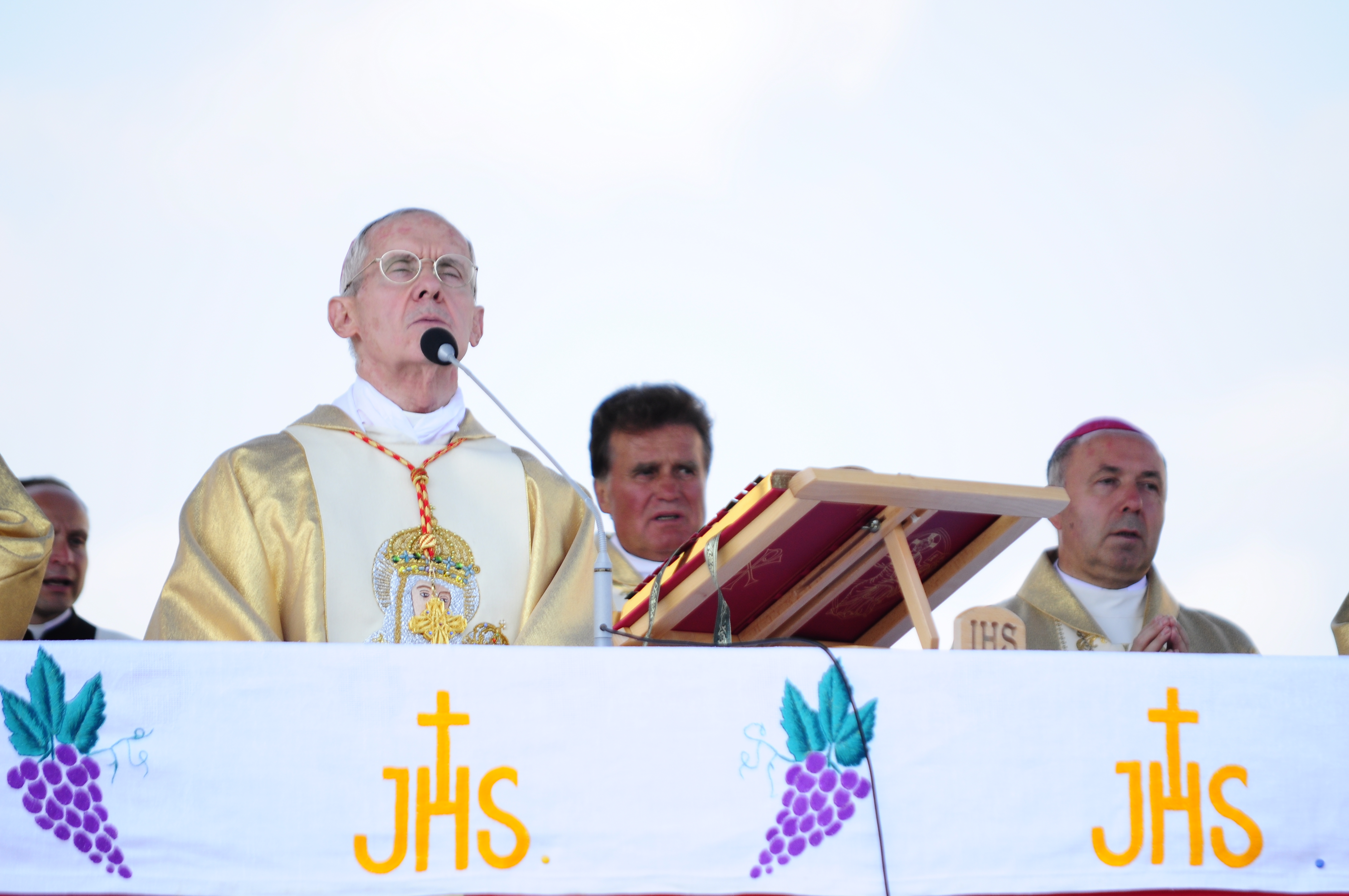
Le cardinal Jean-Louis Tauran durant la Fête de Budslau en 2013.

Le soir, après la messe solennelle à l'église de l'Assomption-de-la-Sainte-Vierge-Marie, dans l'obscurité, avec des bougies allumées, des milliers de croyants et de pèlerins font la procession au centre de Budslau, puis reviennent à l'église catholique.